# Gertie the Dinosaur
Gertie the Dinosaur is een Amerikaanse korte animatiefilm uit 1914, van Winsor McCay.
McCay ging destijds op tournee met de film en ging daarbij voor het filmscherm staan waarbij hij deed alsof hij de geanimeerde Gertie de diplodocus dresseerde. De film was grensverleggend voor zijn tijd en wordt gezien als de eerste animatiefilm rond één specifiek personage dat qua karakter geloofwaardig is uitgewerkt. Ook opmerkelijk is dat McCay de hele film eigenhandig geanimeerd heeft.
De film wordt door de National Film Preservation Board beschouwd als nationaal Amerikaans erfgoed, en is daarom opgenomen in de National Film Registry. In het boek The 50 Greatest Cartoons staat Gertie the Dinosaur op nummer 6.

## Media
| (video) | \| \| |
|         |       |

## Verwijzingen
- (en)   Gertie the Dinosaur in de Internet Movie Database
- Gertie the Dinosaur op YouTube
- Gertie the Dinosaur op Internet Archive